# Ahu Akivi

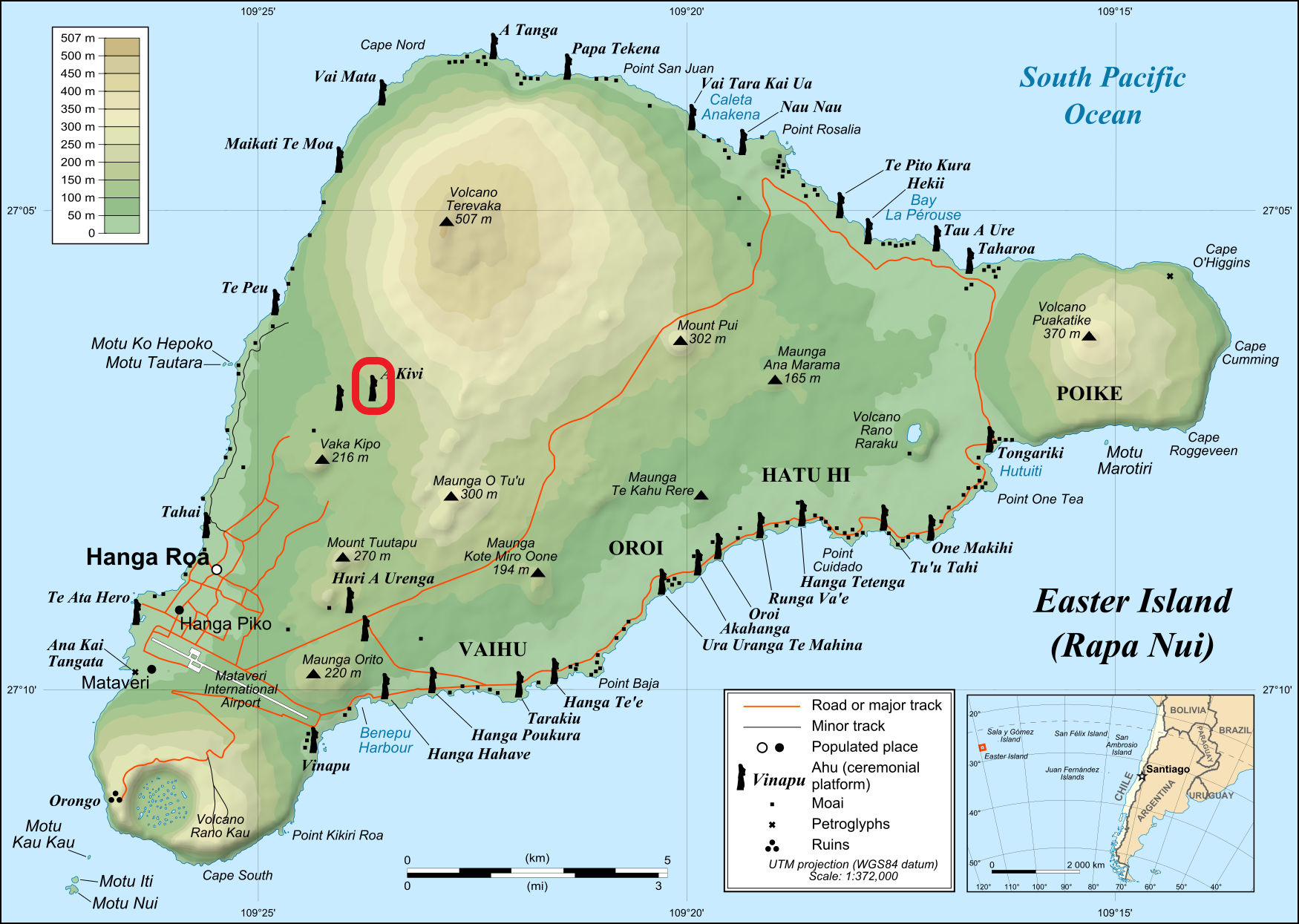
Carte de l'île de Pâques avec Ahu Akivi entouré en rouge.

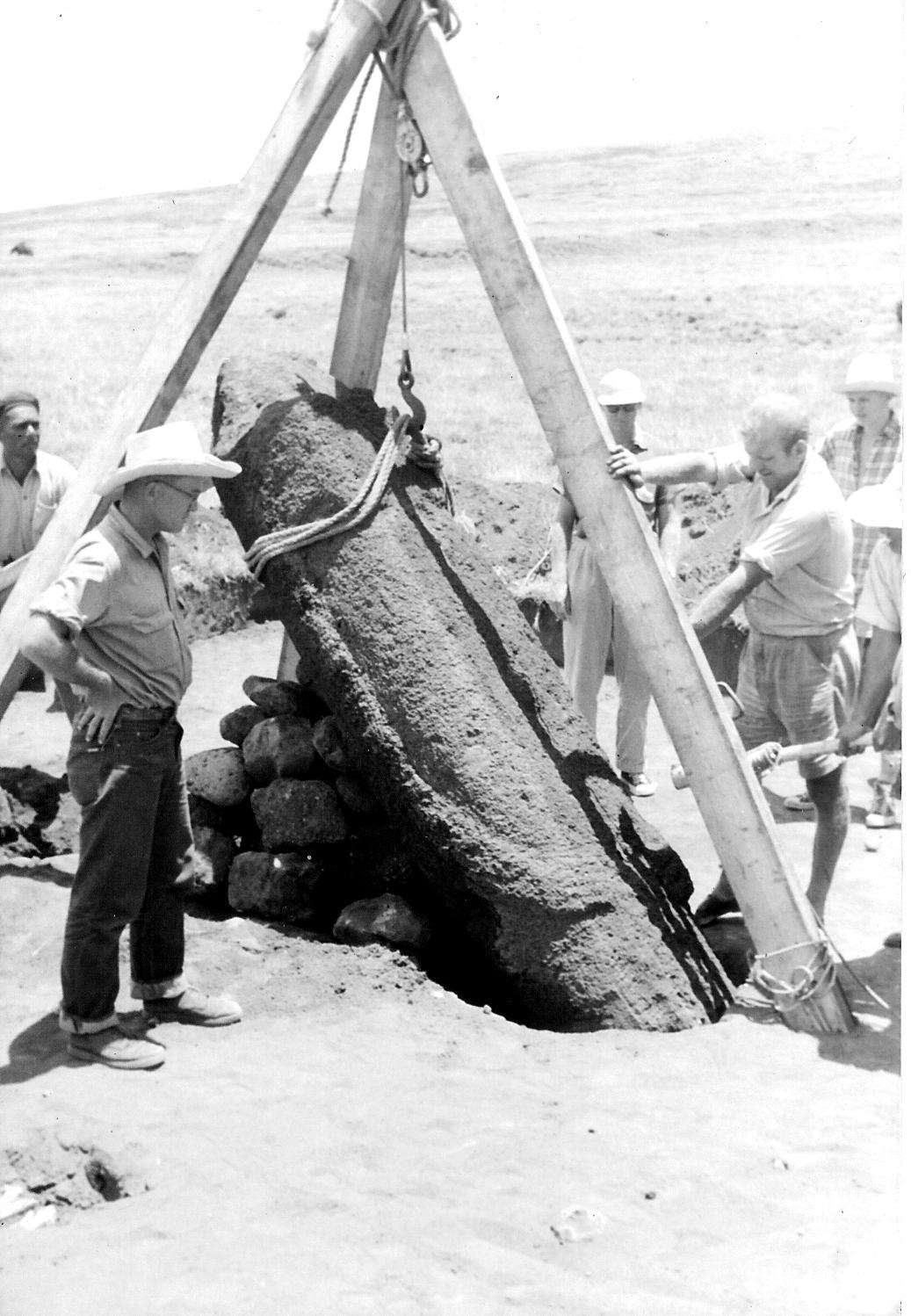
William Mulloy et un moaï en cours de restauration à Ahu Akivi.

Ahu Akivi est un lieu sacré particulier à Rapa Nui, l'île de Pâques, appartenant au Chili et rattachée à la région de Valparaíso. Le site, face à l'océan, compte sept moaï, les grandes statues caractéristiques de l'île. Les sept moaï sont alignés, tous de forme et de taille similaires.
Ce site est également connu comme un observatoire astronomique installé vers le XVIe siècle. Le site d'Ahu Akivi est situé plutôt à l'intérieur des terres que sur la côte.
Les statues moaï étaient considérées par les premiers habitants de Rapa Nui comme leurs ancêtres ou Tupuna, et étaient pour eux la réincarnation d'importants rois ou chefs de leurs clans. Les moaïs ont été érigés pour protéger et apporter la prospérité à leur clan et à leur village.
Une caractéristique particulière des sept statues moaï presque identiques est qu'elles font exactement face au coucher du soleil pendant l'équinoxe de printemps et tournent le dos au lever du soleil pendant l'équinoxe d'automne. Une telle caractéristique astronomiquement précise ne se trouve qu'à cet endroit de l'île.

## Géographie
Ahu Akivi, aligné selon un axe est-ouest, est situé sur le flanc du versant sud du volcan Maunga Terevaka. Il est environné de terres agricoles assez plates, et situé à 2,3 kilomètres à l'intérieur des terres, dans la zone non côtière, à une altitude de 140 mètres. Ahu Kavi est à une distance de 706,8 mètres d'Ahu Vai Teka, et est considéré comme faisant partie du complexe Ahu Akivi-Ahu Kavi.
En partant de Hanga Roa, une route intérieure mène à Ahu Akivi en passant à proximité du cône volcanique de Terevaka de 510 mètres d'altitude. La route côtière passe par Playa Anakena. Sur cette route, il y a de nombreuses statues moaï éparpillées et non restaurées. Certains chemins bifurquent vers Puna Pau, qui est une carrière de roches de couleur rouge, au bas d'un cratère volcanique. Ces roches sont connues sous le nom de scories et ont été utilisées pour sculpter 70 des « chapeaux haut de forme » des statues moaï connues sous le nom de pukao. Ces coiffes pourraient être un chignon cylindrique en hauteur, ou un chapeau d'herbe, ou encore un turban. Cette route mène enfin au site d'Ahu Akivi.
Le site est situé au nord-est de Hanga Roa, la capitale administrative de l'île de Pâques, à environ dix kilomètres.
La carrière de Rano Raraku d'où les statues ont été fabriquées est à au moins quinze kilomètres de distance, et le seul acheminement possible est par la voie terrestre, avec portage par les membres des clans.
Les terres agricoles du nord et de l'est d'Ahu Akivi sont de la bonne terre, facile à cultiver. Le côté ouest est occupé par une ancienne coulée de lave.

## Histoire
Ahu Akivi fait partie du complexe Ahu Akivi-Vai Teka qui a été construit par le peuple de Rapa Nui en deux phases. Dans la première phase, au XVIe siècle, une plate-forme rectangulaire centrale est établie sur une surface nivelée, avec des ailes se prolongeant vers le nord et le sud. Une rampe d'accès faisait également partie de cet ensemble et menait au lieu cérémonial qui s'étendait de 25 mètres vers l'ouest de la plate-forme centrale. Un terrain de crémation était ménagé derrière la plateforme centrale. La deuxième phase de construction a été minutieusement planifiée et mise en œuvre dans les premières années du XVIIe siècle ; la plate-forme a été modifiée, une rampe a été créée, et les sept statues moaï de taille égale y ont été érigées. Un autre crématorium a également été construit. Une grotte qui servait d'habitation était déjà utilisée à l'époque historique et servait de tombe.
L'autre Ahu du complexe est l'Ahu Vai Teka, qui est une plate-forme beaucoup plus petite, de seize mètres de long, composée de blocs de pierre de lave brute. Il n'y a plus de statue à cet endroit, mais il devait y en avoir autrefois. On pense que les deux ahus étaient alignés astronomiquement par rapport au soleil. Tous les deux sont situés sur le territoire des Miru, le clan de rang le plus élevé et la confédération occidentale, et ils étaient tous les deux contemporains. On suppose également que les sept statues moaï ont été placées à Ahu Akivi au moins 150 ans avant que les premiers Européens ne découvrent l'île, et lorsque le clan était encore vivace. Il est également démontré que leur culture a existé pendant 250 à 300 ans, connaissant à la fois la prospérité économique et la stabilité politique.
En 1955, Thor Heyerdahl a recruté l'archéologue américain William Mulloy et son associé chilien, Gonzalo Figueroa García-Huidobro, pour rétablir les statues dans leur position d'origine ; ils les avaient trouvées renversées en 1960. Le travail de Mulloy sur le complexe Akivi-Vaiteka a été financé par la Fondation Fulbright et par des subventions de l'Université du Wyoming, de l'Université du Chili et du Fonds international pour les monuments. Ahu Akivi donne également son nom à l'une des sept régions du parc national de Rapa Nui.

## Emplacement, légende
Les statues de l'île font invariablement face au village comme un mana protecteur, mais dans le cas des statues d'Ahu Akivi, elles apparaissent au contraire face à la mer. Il existe des légendes pour justifier cette position des sept statues. Une légende dit que le peuple Rapanui l'aurait fait pour permettre à la mer d'aider les navigateurs. Cependant, selon une autre tradition orale, le prêtre de Hotu Matu a fait un rêve dans lequel l'âme du roi a volé à travers l'océan quand il a vu l'île de Rapa Nui. Il a ensuite envoyé des éclaireurs traverser la mer pour localiser l'île et trouver des gens pour s'y installer. Sept de ces éclaireurs sont restés sur l'île en attendant l'arrivée du roi. Ces sept envoyés sont représentés par les sept statues de pierre érigées en leur honneur,.
Selon d'autres sources, les statues d'Ahu Akivi semblent être face à la mer mais font plutôt face à un ancien grand village, en ruines.

## Caractéristiques

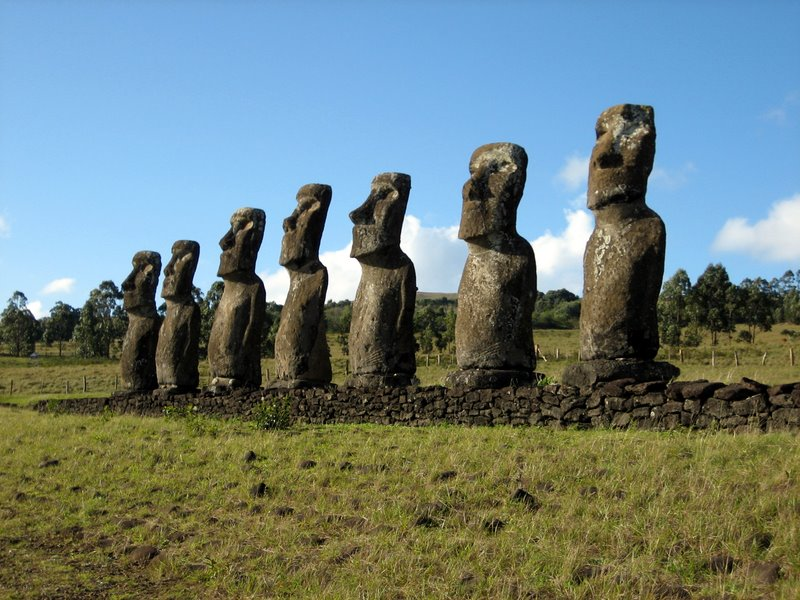
Vue des statues d'Ahu Akivi sur leur plateforme.

Les caractéristiques architecturales d'une plate-forme Ahu sont classées par les archéologues en fonction de cinq critères. Ces critères sont : une plate-forme centrale de longueur variable ; une plate-forme en maçonnerie brute dans sa paroi arrière ou avec une maçonnerie fine dans la paroi arrière ; avec ou sans ailes ; avec une ou plusieurs statues ; un nœud supérieur de scorie rouge (couvre-chef), une rampe, un trottoir de la place des crématoires, un mur de soutènement avant ouvré, une corniche en scorie rouge. Dans le cas de l'Ahu Akivi, toutes ces caractéristiques ont été respectées, à l'exception de la partie arrière de la plate-forme qui est faite d'un mur de maçonnerie brute. Une autre caractéristique de la fondation de la plate-forme est que les pierres utilisées pour la fabriquer ne proviennent pas de l'île mais ont été amenées comme ballast au XIXe siècle dans un bateau.
En dehors de ce qui précède, les archéologues ont également déterré des disques de pierre, de petites statues et des hameçons faits de pierres et d'os indiquant que des cérémonies d'inhumation ont été célébrées sur le site.
Les sept statues moaï sont situées avec une précision astronomique absolue. Ainsi, l'observatoire sacré et le sanctuaire avec tous les sept moaï regardent exactement vers le point où le soleil se couche pendant l'équinoxe et qui s'aligne également avec la Lune. Chacun mesure 4,9 m de haut et pèse environ 18 tonnes, sur une étendue de 70 m.
Au cours des fouilles effectuées sur le site, les archéologues ont également trouvé des moisissures de racines d'arbres, indiquant une couverture végétale dans le passé.

## Restauration
En 1960, lorsque l'archéologue américain et son associé ont effectué la restauration, il leur a fallu un mois pour relever et fixer le premier moaï en place. Ils ont utilisé une rampe en pierre et deux leviers en bois pour effectuer cette opération. La technique une fois éprouvée, ils sont allés plus vite par la suite, mettant moins d'une semaine pour soulever le septième,.

## Sources
- (en) Cet article est partiellement ou en totalité issu de l’article de Wikipédia en anglais intitulé « Ahu Akivi » (voir la liste des auteurs).